# Creepypasta

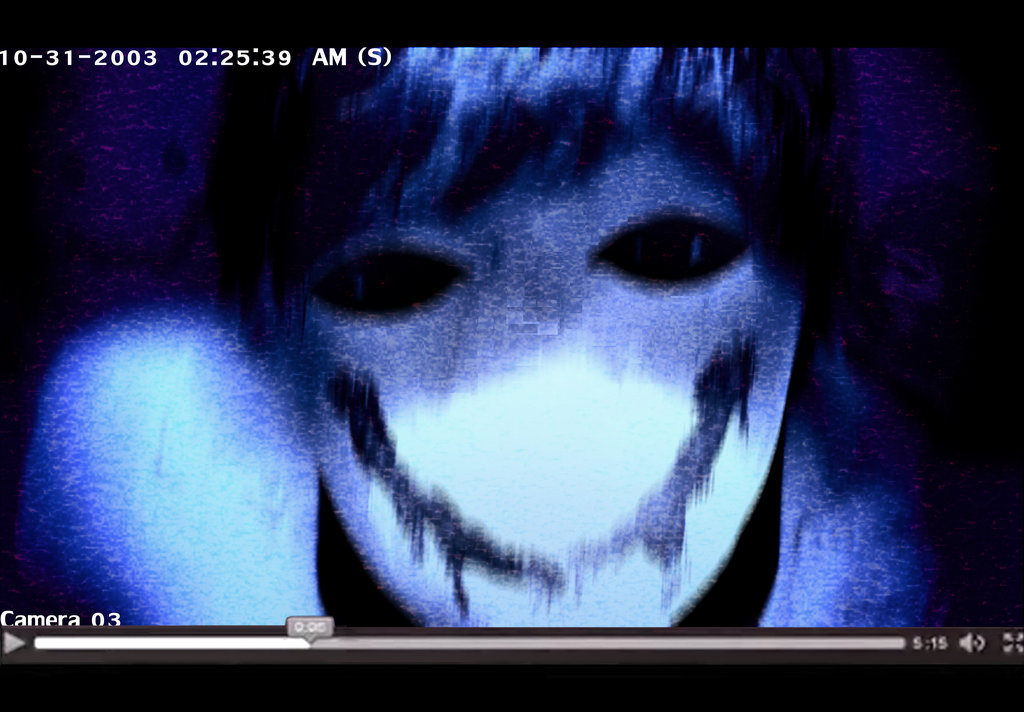
Creepypasta Bloody Painter

Creepypasta je výraz pro hororové pověsti nebo obrázky šířící se pomocí internetu. Často se jedná o krátké strašidelné příběhy vytvořené samotnými internetovými uživateli, které se týkají vražd, sebevražd, tajuplných událostí a paranormálních jevů a které jsou psané tak, aby čtenáře vyděsily. Podle amerického týdeníku Time měl tento žánr nejvíce čtenářů v roce 2010, kdy byly creepypasty přepsány a publikovány v The New York Times.
V mainstreamových médiích se velké pozornosti „těšily“ creepypasty související s fiktivní postavou jménem Slender Man po události obecně známé pod označením Slender Man stabbing, kdy se dvě dvanáctileté dívky v americkém městě Waukesha ve Wisconsinu pokusily zavraždit stejně starou kamarádku. Pachatelky poté tvrdily, že se tak snažily dokázat, že lidé, kteří jsou ohledně Slender Mana skeptičtí, se mýlí. Po tomto incidentu vydali někteří správci webových stránek zaměřených na creepypasty prohlášení, ve kterých připomínali čtenářům existenci hranice mezi fikcí a realitou.
Další významné creepypasty jsou např. Jeff the Killer, Eyeless Jack, Ted the Caver nebo Sonic.EXE. V květnu 2015 společnost Machinima Inc. ohlásila plány na internetový seriál vysílaný živě pod jménem Clive Barker's Creepy Pasta, který by byl organizován spisovatelem, scenáristou a režisérem Clivem Barkerem.

## Popis
Creepypasta byl původně termín pro krátké hororové příběhy vytvořené uživateli, které se šířily pomocí techniky „copy and paste“ (kopírovat a vložit), teprve později se creepypasta stala univerzálním termínem pro jakýkoli hororový obsah publikovaný na internetu. Námět creepypast je velmi různý a může obsahovat témata jako jsou duchové, vrazi, oživlé mrtvoly (zombies) nebo strašidelné televizní pořady či videohry. Velikost creepypast je taky různá, od jediného odstavce až po rozsáhlé několikadílové série, které mohou být tvořeny i kombinací několika různých mediálních prostředků.

### Etymologie
Creepypasta je kontaminace anglických slov creepy (děsivý) a copypasta (výraz pro text šířený jednotlivci na internetu pomocí techniky „copy and paste“ (tj. kopírovat a vložit), většinou na fórech nebo sociálních sítích). Termín byl poprvé použit někdy kolem roku 2007 na internetovém fóru typu imageboard jménem 4chan, výraz copypasta byl poprvé použit na stejném fóru kolem roku 2006.

## Historie
Přesný původ creepypast je neznámý. První creepypasty byly většinou psány anonymně a byly běžně opětovně publikovány, čímž je historie žánru těžko zkoumatelná. Jessica Roy píšící pro Time tvrdila, že se objevily v devadesátých letech 20. století, kdy byly tzv. řetězové e-maily zveřejňovány na internetových fórech a v usenetových skupinách. Aja Romano píšící pro Daily Dot prohlásil, že Ted the Caver, který se objevil na Angelfire v roce 2001 je pravděpodobně vůbec první případ creepypasty. Tento příběh byl napsaný v první osobě z pohledu Teda, který se s několika přáteli vydal na průzkum stále děsivějšího jeskynního komplexu.
Mnoho prvních creepypast se skládalo z rituálů, osobních historek nebo městských legend jako je Polybius nebo Bunny Man. Darcie Nadel píšící pro TurboNews tvrdil, že tyto rané creepypasty musely být tak trochu uvěřitelné a realistické k tomu, aby se šířily dál. Velká část prvních creepypast byla vytvořena v tabulce /x/ fóra 4chan, která byla zaměřená na paranormální jevy.
Většina webových stránek věnovaných creepypastám začala vznikat okolo roku 2010: stránka Creepypasta.com byla vytvořena roku 2008, zatímco Creepypasta Wiki a r/NoSleep (fórum na Redditu) vznikly obě v roce 2010. Tyto stránky vytvořily trvalý archiv creepypast, což hluboce ovlivnilo celý žánr. Spousta autorů využila již existující postavy z creepypast ve svých vlastních příbězích, což mělo za následek vývoj dalších souvislostí zahrnující rozmanitá díla.
Význam termínu creepypasta se časem rozvinul natolik, že v současnosti se tak označuje většina hororových příběhů psaných na internetu. Postupem času rostl význam autorství, v současnosti je spíše více creepypast napsaných od známých autorů než od anonymních jedinců. Zkopírování a opětovné publikování se také stalo méně obvyklé než dříve, protože mnoho členů creepypastové komunity to považuje za krádež.

## Příklady

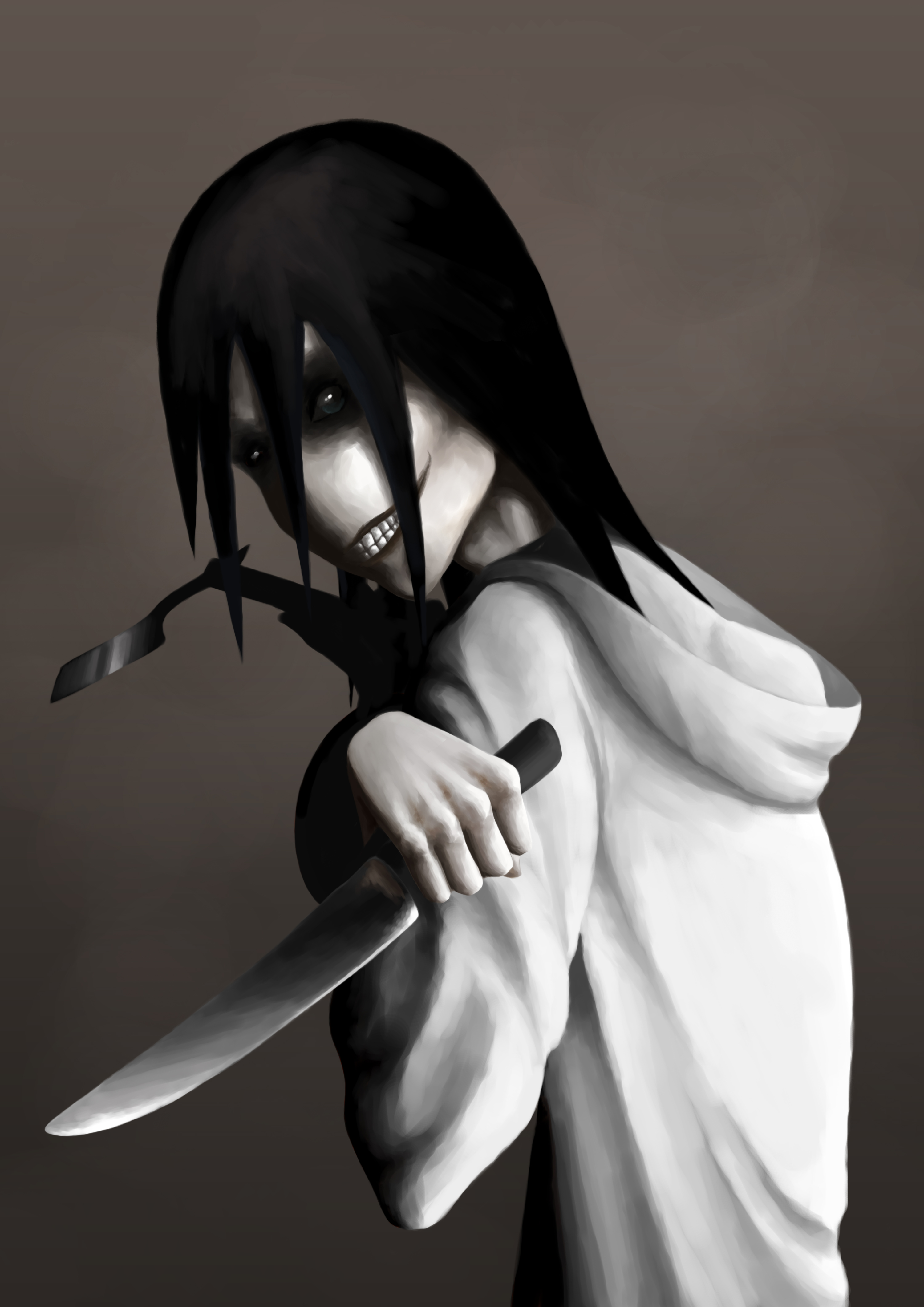
Jeff the Killer

### Slender Man
Slender Man je hubená, vysoká humanoidní postava bez rozeznatelných rysů obličeje nosící charakteristický černý oblek. Vznikl v roce 2009 při soutěži ve Photoshopu na internetovém fóru Something Awful ještě předtím, než byl vyobrazen jako hlavní představitel ARG (alternate reality game) jménem Marble Hornets. Podle většiny příběhů pronásleduje děti. Příběh vyvolal kontroverzi po tzv. Slender Man stabbing, kdy dvě dvanáctileté dívky v souvislosti se Slender Manem pobodaly svou stejně starou kamarádku. K události došlo v americkém městě Waukesha ve Wisconsinu v roce 2014.

### Jeff the Killer
Jeff the Killer je příběh doplněný obrázkem hlavní postavy. V tomto příběhu je teenager jménem Jeff spolu s mladším bratrem na cestě do školy přepaden skupinkou útočníků. Jeff ubrání sebe i bratra a nechává poražené se zlomenýma rukama i nohama ležet na ulici. Později bratr vezme vinu za zraněné agresory na sebe, načež je zatčen a Jeff stráví několik dalších dní silně rozrušený. O několik dní později jde Jeff na narozeninovou oslavu v sousedství, kde je opět napaden těmi samými útočníky. Přestože se mu podaří všechny zabít, je těžce zraněn, protože byl během boje podpálen. Při pobytu v nemocnici si Jeff uvědomí, že mu dělá dobře ubližovat lidem a zešílí. V noci po svém propuštění si pořeže tvář tak, aby měl jizvu ve tvaru úsměvu, a odřeže si oční víčka, takže už nikdy nebude spát. Poté zavraždí rodiče a bratra, šeptajíc „jdi spát“ při zabíjení sourozence. Stane se sériovým vrahem, který se v noci vkrádá do domů a který svým obětem šeptá „jdi spát“ předtím, než je zabije.
Původní obrázek Jeffa the Killera by podle článku z roku 2013 mohla být upravená fotografie dívky, která údajně spáchala sebevraždu na podzim roku 2008.

### Ted the Caver
Ted the Caver začínal jako webová stránka Angelfire na začátku roku 2001, která dokumentovala dobrodružství muže a jeho přátel během prozkoumávání místní jeskyně. Příběh je vyprávěn formou série blogových příspěvků. Jak se průzkumníci dostávali hlouběji do jeskyně, začali narážet na podivné hieroglyfy a poryvy větru. V posledním příspěvku Ted píše, že si on a jeho společníci berou do jeskyně pistoli poté, co prožili řadu halucinací a nočních můr. Od tohoto příspěvku nebyl blog nikdy aktualizován.
V roce 2013 vzniklo nezávislé filmové zpracování příběhu pod jménem Living Dark: the Story of Ted the Caver.

### Ruský spánkový experiment
Ruský (nebo Sovětský) spánkový experiment (The Russian Sleep Experiment) je popis zvrhlého psychologického pokusu na vězních, který se měl uskutečnit v roce 1947 v Sovětském svazu. Výzkumníci dopovali pokusné osoby speciálním (tzv. Nikolajevovým) plynem, který jim bránil usnout, a sledovali, jaký to na ně bude mít dopad. Asi po týdnu začalo u spánkově deprivovaných vězňů propukat šílenství a celý příběh končí násilnou smrtí téměř všech zúčastněných. I přes zjevnou nereálnost a přehnanost získala historka, kterou poprvé na internetu uveřejnil v roce 2010 uživatel OrangeSoda, ohromnou popularitu a několikrát byla i zfilmována.

## Podžánry

### Ztracené epizody
Creepypasty označované jako lost episodes (česky ztracené epizody) popisují údajné televizní epizody, typicky dětských pořadů, které buď nikdy nebyly odvysílány nebo byly z vysílání odstraněny kvůli vyobrazování násilí a ohyzdností. Tyto údajně zmizelé epizody se často zaměřují na sebevraždu nebo naznačují, že mohou poškodit divákovo duševní zdraví.

### Videohry
Videoherní creepypasty se zaměřují na videohry obsahující násilí a jiné ohyzdnosti; při překročení hranice virtuálního a opravdového světa může hráč ublížit buď sobě, nebo ostatním. Velká část těchto creepypast do příběhu zapojuje nenávistné entity, např. duchy nebo umělou inteligenci. Známé creepypasty jsou např. Ben Drowned, lost silver nebo glitchy red.

### Psychotičtí zabijáci
Tyto creepypasty popisují osoby, často teenagery, které se stanou znetvořenými psychotickými zabijáky. Stane se tak kvůli špatnému dětství, nehodě, šikaně, nepovedenému experimentu a nebo nadpřirozené hrozbě. Populární jsou např. Jeff the Killer, Ticci Toby, Eyeless Jack, Jane the Killer nebo Homicidal Liu.

### Nadpřirozené příšery
Tyto creepypasty buď popisují nadpřirozené bytosti nebo opravdové příšery z pověstí, mýtů a folkloru. Mezi ně patří např. Slenderman, Laughing Jack, The Rake nebo Zalgo.

## Adaptace
Každá série amerického televizního seriálu Channel Zero je založená na jiné creepypastě.
Celovečerní film jménem The Soviet Sleep Experiment, který je založený na creepypastě The Russian Sleep Experiment, by měl podle plánů mít premiéru v roce 2020.[kdy?]